# Ligamentul sternoclavicular anterior
Ligamentul sternoclavicular anterior (Ligamentum sternoclaviculare anterius) este un ligament lat al articulației sternoclaviculare ce se prinde pe partea antero-superioară a extremității mediale (sternale) a claviculei și de aici merge oblic în jos și înăuntru, inserându-se apoi pe porțiunea superioară a feței anterioare a manubriului sternului, un pic mai jos de incizura claviculară; fasciculele cele mai externe se termină pe primul cartilaj costal. Ligamentul sternoclavicular anterior se află, după cum sugerează și numele lui, pe fața anterioară a articulației sternoclaviculare. El întărește capsula articulară a articulației sternoclaviculare și limitează mișcarea de proiecție înapoi (retropulsia) a umărului.

## Legături externe

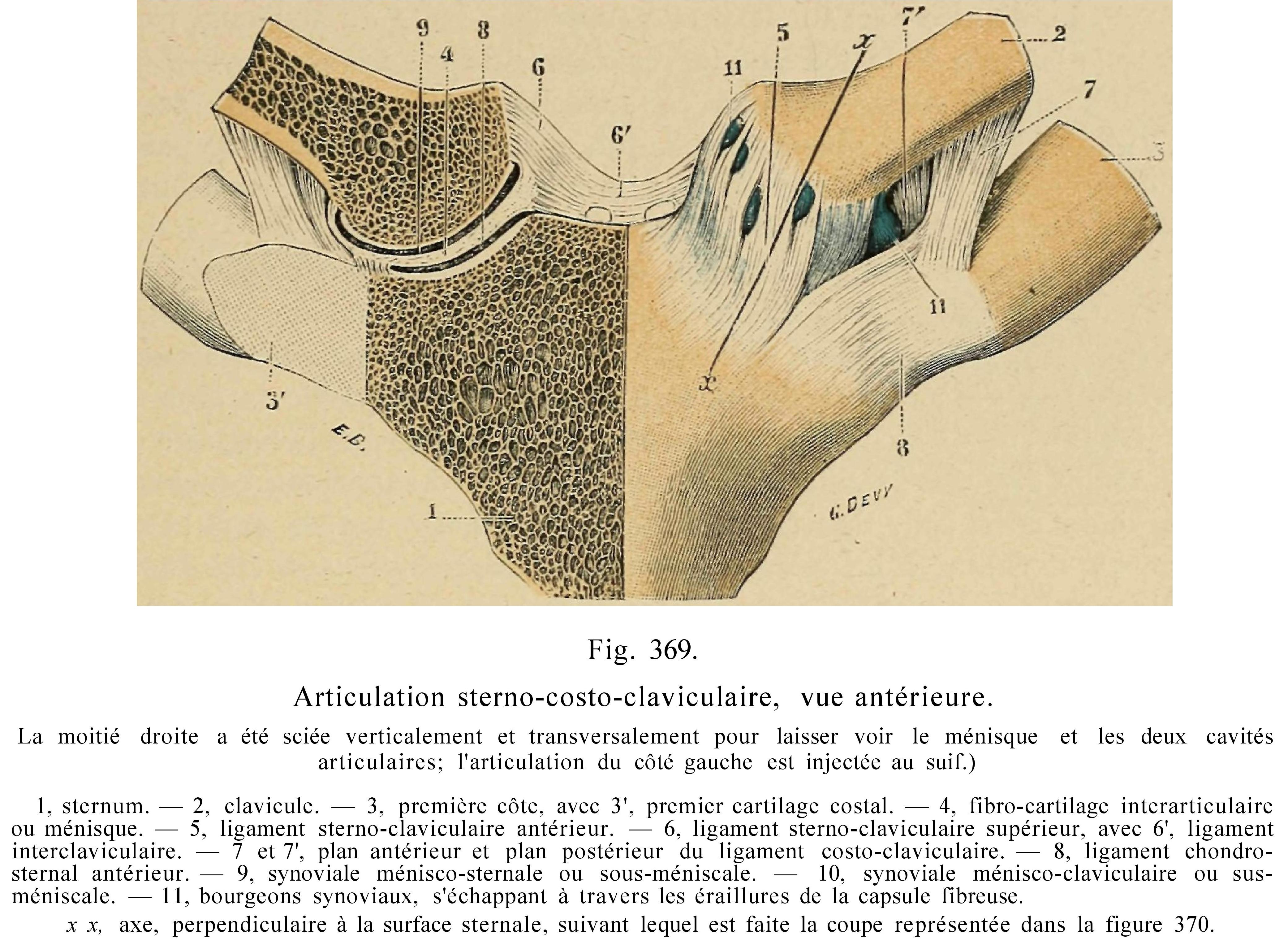
Articulația sternoclaviculară. Aspect anterior (după Testut)